# نجم كهرضعيف
في علم الفلك نجم ضعيف الكهربية هو نجم غريب افتراضي ومتوازن ضد انهيار الجاذبية حيث يتم منع الانهيار الجاذبي للنجم عن طريق الضغط الإشعاعي الناجم عن حرق كهروضعيف أو شذوذ لانطباقي، وهذا هي، الطاقة الصادرة عن تحويل الكوارك إلى اللبتون من خلال قوة تآثر كهروضعيف . تحدث هذه العملية في نواة نجمية حجمها تقريبا كحجم تفاحة، وتحتوي على حوالي ضعفي كتلة الأرض.
إن مرحلة حياة النجم التي تنتج نجم كهروضعيف هي مرحلة افتراضية تحدث بعد انهيار مستعر. النجم الكهروضعيف أكثر كثافة من نجوم الكوارك، ويمكن أن تتشكل هذة النجم عندما يكون الضغط في نجم الكوارك غير قادر على تحمل الجاذبية،. وقد يتواجد النجم الكهروضعيف عند نهاية حياة نجم فائق الكتلة، أي بعد توقف عملية الاندماج النووي في مركزه، ولكن قبل انهيار النجم إلى ثقب أسود.
وعند تلك النقطة، قد تكون درجة الحرارة والكثافة داخل النجم مرتفعة جداً، وتستطيع حينها الجسيمات دون الذرية (الكواركات) التي تعتبر لَبنات بناء البروتونات والنيوترونات، التحول إلى جسيمات أخف تعرف باللبتونات